# Schwartzska huset

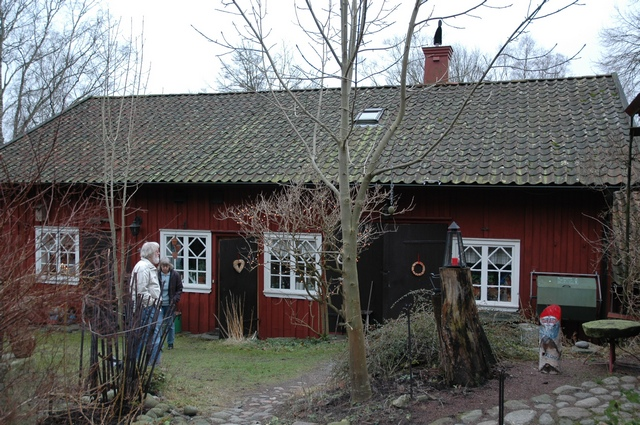
Schwartzska huset och dess trädgård.

Schwartzska huset ligger på Västra gatan 21 A i Kungälv. Huset är enligt traditionen det äldsta i Kungälv, daterat till 1632, men har senare förändrats. Det blev byggnadsminne den 21 september 1981.

## Beskrivning
Byggnaden, som ursprungligen var gästgiveri, ligger utmed tomtens västra sträckning. Tomten sträcker sig mellan Västra och Östra gatan och sluttar starkt mot öster. Förrådsbyggnaden ligger med entrésidan utmed tomtens södra del. En asfalterad gångstig löper utmed huvudbyggnadens baksida mot väster. Äldre gatlyktor i järn finns utmed stigen.Trädgården har gräsmatta, som genomkorsas av en grusad gång vilken kantas av planteringar. En stor björk och enstaka fruktträd finns i trädgården. Gången är stensatt med kullersten mellan huvudbyggnaden och ekonomibyggnaden. Ett garage och förrådsbyggnad byggdes strax norr om förrådet för några år sedan. Den är rödmålad liksom byggnaderna i övrigt. Ett plank sammanbinder ekonomibyggnaderna med varandra i öster. En grusplan breder ut sig framför förrådet och vagnslidret i söder. En tillbyggnad har gjorts invid byggnadens västra del med skydd för en parkerad bil.

## Historik
Huset är enligt traditionen det äldsta i Kungälv, daterat till 1632, men har senare förändrats. Det är uppfört i en våning, locklistpanelat och rödfärgat samt det enda av denna typ som finns kvar vid Västra Gatan. Byggnaden utgjorde annex till gästgiveriet, som hade sin huvudbyggnad längs gatan och tjänade som inkvartering för skjutsdrängarna och deras hästar. Ännu in på 1900-talet fanns spiltorna kvar och så sent som 1979 var de små rummen för övernattning med egna ingångar utifrån helt intakta. Exteriör och rumsindelning är emellertid väl bevarad. På tomten finns en locklistpanelad och rödfärgad förrådsbyggnad från 1800-talets slut. En renovering ägde rum 1979-85.